# Première bataille de Panipat
Conquête de l'Inde par les Moghols
La première bataille de Panipat a lieu le 21 avril 1526 en Inde du Nord, et marque la fin du sultanat de Delhi et le début de l'Empire moghol. 
Les troupes de Bâbur, le roi de Kaboul descendant de Tamerlan, défont l'armée beaucoup plus nombreuse du sultan Ibrâhîm Lodî. 
La bataille se tient près du petit village de Panipat, qui se trouve dans l'État indien actuel de l'Haryana, siège de nombreuses batailles décisives pour le contrôle du nord de l'Inde depuis le XIIe siècle.
C'est une des premières batailles sur le sous-continent indien qui voit l'utilisation d'armes à feu et d'artillerie.

## Campagne précédant la bataille
Bâbur, après avoir perdu Samarcande, semble avoir perdu tout espoir de récupérer le royaume de son père, la Ferghana, et comme il redoute aussi une invasion des Ouzbeks à l'ouest, il se tourne vers l'Inde et en particulier le Panjâb qu'il considère comme son héritage légitime par Tamerlan. 
Plusieurs incursions préliminaires avaient déjà été menées, quand en 1521 une occasion se présente pour une expédition plus sérieuse. Ibrâhîm Lodî, le sultan de Delhi, est détesté de tous, même par ses nobles afghans, en raison de sa cruauté et de son avarice légendaires, et Bâbur s'allie avec un rebelle, Alam Khan. Bâbur rassemble ses forces, 12 000 hommes et quelques pièces d'artillerie et marche sur l'Inde le 17 novembre 1525. Bâbur est un stratège inspiré et à la tête d'une armée aguerrie et bien disciplinée, capable de bien manœuvrer, dotée d'armes à feu et d'artillerie. En février 1526, il prend Lahore. 
Ibrahim Lodî avance contre lui avec 100 000 soldats et de nombreux éléphants, mais il s'agit d'un assemblage hétéroclite et sans coordination de contingents féodaux, dont les chefs n'ont qu'une faible loyauté envers le sultan. L'artillerie est pratiquement inexistante.

## Déroulement

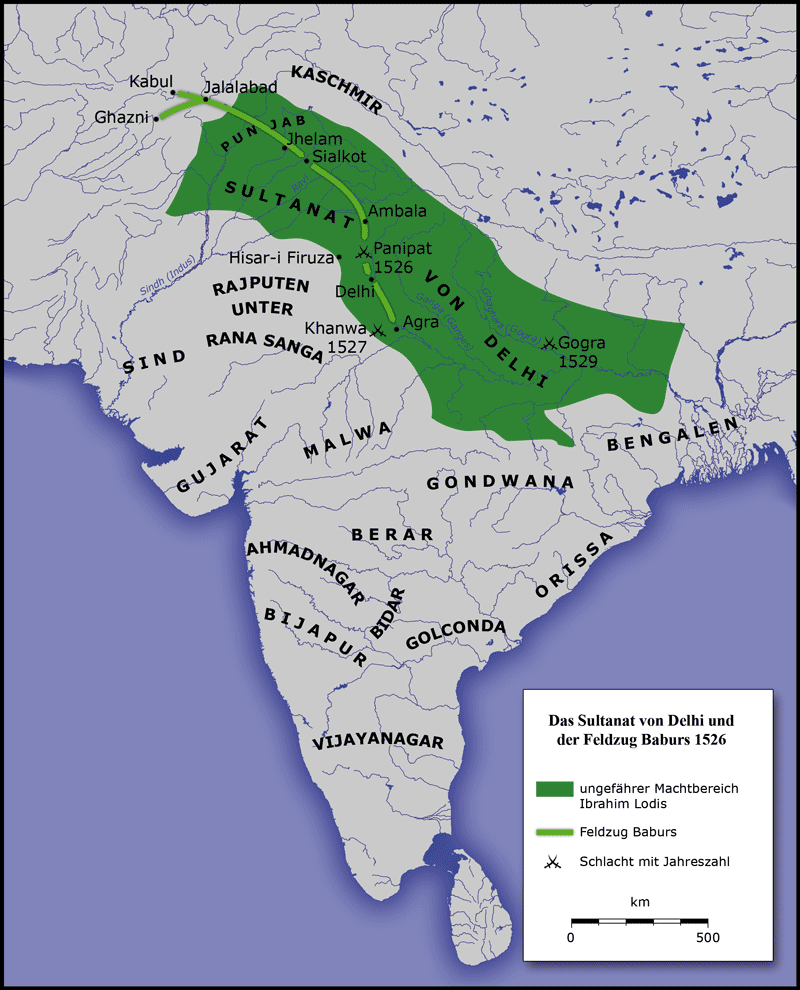
La campagne de 1526.

Bâbur, conscient de son infériorité numérique, a couvert ses flancs gauche et droite d'obstacles, tandis que son centre est retranché avec des positions pour ses hommes dotés d'armes à feu et ses artilleurs. Pour l'attaquer Ibrâhîm doit resserrer son dispositif.
La puissance de feu de l'armée de Bâbur s'avère décisive. Dès que les forces de Bâbur commencent leur bombardement, l'armée d'Ibrâhîm Lodi se débande, ses éléphants paniquent, et il meurt sur le champ de bataille, abandonné par ses feudataires et généraux, la plupart ayant changé d'allégeance pour le nouveau maître de Delhi.

## Conséquences
Le 24 avril, Bâbur entre dans Delhi. Quinze jours plus tard, il prend Âgrâ et domine toute la vallée du Gange.
Bâbur, le roi de Kaboul (capitale de l'Afghanistan actuel) est le maître potentiel de l'Inde du Nord. Cette bataille marque le début de l'utilisation à grande échelle de l'artillerie dans la guerre en Inde.